# Notoncus Eucalyptus
Notoncus Eucalyptus é uma espécie de formiga do gênero Notoncus, pertencente à subfamília Formicinae.